# رشيد محمد رشيد
رشيد محمد رشيد (ولد عام 1955) رجل أعمال ووزير الصناعة والتجارة المصري الأسبق. تولى الوزارة في يوليو 2004 واستقال في يناير 2011، ويمتلك مجموعة من الشركات التي ورثها عن والده رجل الأعمال محمد رشيد.
حالياً هو مؤسس ورئيس شركة «السارة للاستثمار الدولي» القابضة، والتي تندرج تحتها عدد من الشركات المتنوعة في مختلف مجالات الأعمال، وفي العديد من الدول. المهندس رشيد محمد رشيد كذلك مؤسس ورئيس شركة «بدايات» الدولية، والتي تهدف إلى تعليم وتثقيف الشباب في مجالات الإبداع والتصميم والإنتاج، وكذلك الاستثمار في الشركات الناشئة في مجالات الإبداع بمنطقة الشرق الأوسط وأوروبا.

## المؤهلات العلمية
- بكالوريوس الهندسة الميكانيكية - كلية الهندسة بجامعة الإسكندرية 1978
- دبلوم إدارة أعمال جامعة ستانفورد- الولايات المتحدة عام 1983.
- دبلوم الإدارة الاستراتيجية – معهد ماساتشوستس للتقنية، الولايات المتحدة الأمريكية 1993
- دبلوم الإدارة العليا – كلية هارفارد للأعمال – جامعة هارفارد الولايات المتحدة الأمريكية 1996
- عضو جمعية خريجي جامعة هارفارد للأعمال - الولايات المتحدة الأمريكية
- العديد من الدراسات المتخصصة في إدارة الأعمال والمشروعات في الجامعات الأمريكية

## السيرة الذاتية

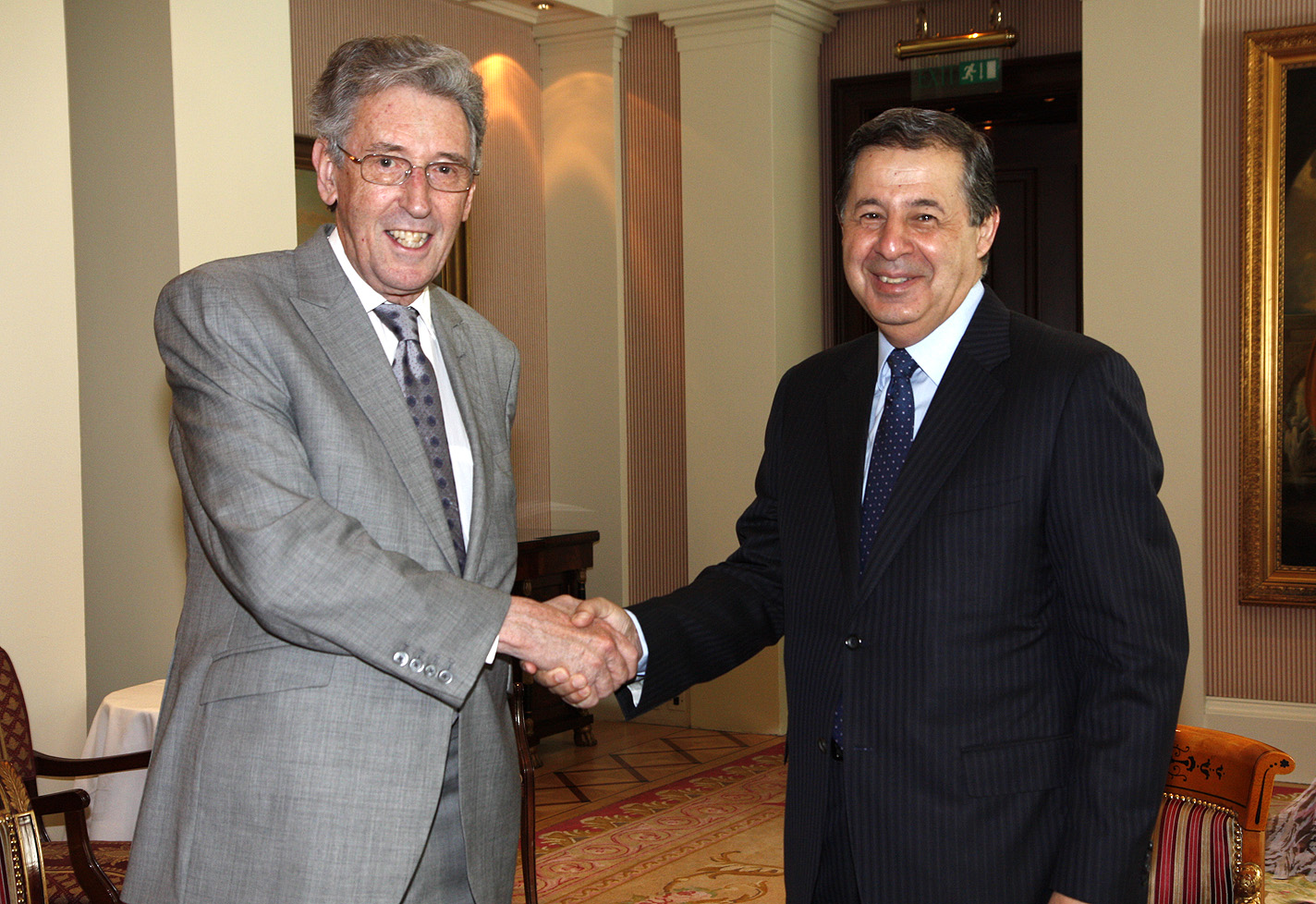
الوزير في زيارة رسمية لبريطانيا

- رئيس مجلس إدارة شركة يونيليڤر العالمية في مصر والشرق الأوسط، وعضو مجلس إدارة بنك HSBC
- عضو باللجنة الاستشارية العليا للاستثمار في تركيا
- عضو مجلس إدارة الصندوق الاجتماعى للتنمية برئاسة رئيس الوزراء.
- عضو اللجنة التنفيذية العليا لمجلس الأعمال العربي الذي تم تشكيله عام 2002 خلال اجتماعات المنتدى الاقتصادى العالمي بالبحر الميت بالأردن.
- عضو في المنتدى الاقتصادي العالمي - داڤوس.
- عضو سابق للمجلس الرئاسى المصري الأمريكي برئاسة الرئيس حسنى مبارك.
- عضو لجنة السياسات بالحزب الوطني الذي تم حله
- رئيس مجلس أمناء مدينة برج العرب الجديدة بالإسكندرية سابقا.
- مؤسس وعضو مجلس إدارة المجلس المصري للدراسات الاقتصادية.
- مؤسس وعضو مجلس إدارة جمعية جيل المستقبل.
- عضو مجلس إدارة الغرفة المصرية البريطانية التجارية.
- رئيس المجلس المصري الهولندي للأعمال.
- عضو مجلس إدارة الجمعية المصرية الأوروبية جامعة القاهرة.
- عضو اللجنة المالية والإدارية لمكتبة الإسكندرية.
- عضو مجلس أمناء الأكاديمية العربية للتكنولوجيا
- رئيس مركز الإسكندرية للتنمية
- صاحب شركة فاين فودز وشركة يونيليفر.[4][5]

## في الوزارة
تم اختيار رشيد وزيرا للصناعة والتجارة الخارجية في وزارة أحمد نظيف الاولي عام 2004، وتم ضم وزارة التجارة الداخلية لوزارته لاحقا. وقاد رشيد مرحلة مهمة في تاريخ الصناعة في مصر في ظل ازدياد التنافسية مع الاسواق العالمية. وحاول تقوية السوق داخليا ومحاربة الاحتكار ودخل في حربه الشهيرة مع أحمد عز في أثناء صياغة قانون الاحتكار الجديد في عام 2008 والتي أشيع انه سيستقيل من الوزارة حينها اعتراضا على ممارسات الحزب الوطني داخل البرلمان الا انه تراجع في اللحظات الأخيرة معلنا استمرار محاولاته في القضاء على الاحتكار.

## حياته الخاصة
رشيد محمد رشيد متزوج وله ثلاث بنات. ويحمل أيضا الجنسية البريطانية.

## أوسمة وتكريمات
نال وسام الاستحقاق بدرجة فارس من الجمهورية الإيطالية، قدَّمه إليه الرئيس الإيطالي.

## فترة مابعد الوزارة
- ثورة يناير: بعد قيام ثورة 25 يناير، أعلن النائب العام المستشار عبد المجيد محمود في 4 فبراير عن منع سفر لكل من رشيد محمد رشيد وتجميد أرصدته في البنوك. وفي اليوم التالي 5 فبراير، نفى رشيد محمد رشيد، أن يكون قد اقترف مخالفات قد تبرر خطوة النيابة العامة الأخيرة بتجميد أرصدته ومنعه من السفر، وقال إن القرار مستغرب، خاصة وأنه قد عُرض عليه في الأيام الماضية الاستمرار في منصبه ضمن حكومة رئيس الوزراء الجديد، أحمد شفيق، متحدياً كل من لديه معلومات يمكن أن تدينه. كما أشار أنه حاليا في دبي.[10] وأكد رشيد أن أحداً لم يبلغه القرار الصادر بحقه، بل علم به عن طريق الإعلام، وأضاف: «ليس هناك أي ملفات معلقة بحقي، وأنا مستعد لمواجهة أي شخص، وليس هناك حاجة لمنعي من السفر أو الحجز على أموالي بعد كل ما فعلته لأنني لست لصاً ولم أهرب من البلاد.» وتابع: «لقد ضحيت بنفسي في السابق ومستعد للتضحية من أجل مصر، ولكن ما يهمني حالياً هم أهلي وأولادي ومن حولي الذين يتعرضون اليوم للإساءة، وإذا كان هناك شكوك حولي فلماذا عرض علي المنصب الحكومي من جديد؟» وفي 5 يوليو 2011 أصدرت محكمة جنايات القاهرة حكما غيابيا على وزير التجارة والصناعة السابق رشيد محمد رشيد بالسجن خمس سنوات بعد إدانته بتهمة إهدار المال العام. كما غرمت المحكمة رشيد مليوني جنيه مصري (نحو 335.8 ألف دولار أمريكي) وأمرت بأن يدفع مبلغا مماثلا إلى خزانة الدولة على سبيل التعويض.[11] في 15 سبتمبر 2011 قضت محكمة جنايات القاهرة بالسجن المشدد عشر سنوات لمدة عشر سنوات على أحمد عز وعمرو عسل رئيس هيئة التنمية الصناعية، مع تغريمهم متضامين مبلغ 660 مليون جنيه، والسجن المشدد لمدة 15 سنة غيابا لرشيد محمد رشيد، وزير التجارة والصناعة الأسبق «هارب»، وتغريمه مبلغ مليار و414 مليون جنيه لإهدارهم 660 مليون جنيه من أموال الدولة.[12] وفي مايو 2013 تصالح رشيد مع الدولة وتم رفع اسمه من قوائم الترقب.[13]
- فالنتينو: تولى المهندس رشيد رئاسة مجلس إدارة شركة فالنتينو العالمية، وتعد هذا الشركة من أكبر الشركات في العالم المتخصصة في مجال الأزياء، وفي الفترة التي تولى فيها المهندس رشيد رئاسة مجلس الإدارة ارتفعت مبيعاتها لتتعدى المليار يورو، كما توسعت في مختلف أنحاء العالم.[14]

## وصلات خارجية
- وزارة الصناعة والتجارة